# Guglielmo Folliero de Luna
Guglielmo Folliero de Luna (né à Naples le 5 octobre 1822 et mort dans la même ville le  7 novembre 1871) est un écrivain , auteur théâtral, poète italien.

## Biographie
Guglielmo Folliero de Luna est né en 1822  dans une famille d'écrivains napolitains cultivés. Il est le fils de Cecilia Folliero de Luna et le frère de Joseph, Adélaïde et Aurélia, également écrivains et patriotes.
D'abord proche des Bourbons, Guglielmo rejoint  Garibaldi. Lieutenant dans un régiment de la Marine à Naples, en 1860 il est commandant de la Regia Marina. Il s'est marié pour la première fois en 1847-1848 et, devenu veuf en 1867, il s'est remarié en 1868. Il eut dix enfants (dont huit issus du premier mariage).
En 1858, il publie le Teatro drammatico italiano («  Théâtre dramatique italien »), un recueil de textes d'inspiration romantique, d'intonation moraliste et d'intention pédagogique. Le roman I misteri politici della Luna (Les mystères politiques de la Lune) (1863), roman allégorique inspiré par les événements italiens qui conduisent à l'unification et situé sur la Lune, est considéré comme l'un des exemples de la science-fiction italienne du XIXe siècle. Dans celui-ci  Folliero de Luna fait allusion aux protagonistes du Risorgimento en utilisant des noms qu'il a inventés: Cavour est Arc-en-ciel, Garibaldi : Géant, Vittorio Emanuele II : Miracle.
Guglielmo Folliero de Luna a été assassiné en 1871 par un criminel à la sortie du Palais royal de Naples.

## Œuvres
Liste partielle :
- (it)Teatro drammatico italiano, 1858 (texte original)
- (it)I misteri politici della Luna, Giuseppe Marghieri Editore, 1863 (texte original)